# Монако на літніх Олімпійських іграх 2012
Монако на літніх Олімпійських іграх 2012 було представлено шістьма спортсменами у шести видах спорту.

## Результати змагань

### Легка атлетика
Чоловіки
| Спортсмен | Змагання     | Попередні забіги | Попередні забіги | Півфінал             | Півфінал             | Фінал                | Фінал                |
| Спортсмен | Змагання     | Результат        | Місце            | Результат            | Місце                | Результат            | Місце                |
| --------- | ------------ | ---------------- | ---------------- | -------------------- | -------------------- | -------------------- | -------------------- |
| Бріс Ете  | біг на 800 м | DSQ              | DSQ              | Не закінчив змагання | Не закінчив змагання | Не закінчив змагання | Не закінчив змагання |

### Дзюдо
Представляти Монако було запрошено 1 дзюдоїста.
| Спортсмен    | Змагання | Раунд 1/64         | Раунд 1/32                       | Раунд 1/16                      | Чвертьфінали         | Півфінали            | Втішні бої           | Бій за бронзу        | Фінал                | Фінал                |
| Спортсмен    | Змагання | Суперник Результат | Суперник Результат               | Суперник Результат              | Суперник Результат   | Суперник Результат   | Суперник Результат   | Суперник Результат   | Суперник Результат   | Місце                |
| ------------ | -------- | ------------------ | -------------------------------- | ------------------------------- | -------------------- | -------------------- | -------------------- | -------------------- | -------------------- | -------------------- |
| Янн Сіккарді | До 60 кг | BYE                | Хоусроф (YEM) Перемога 0101-0012 | Галстян (RUS) Поразка 0000-0100 | Не закінчив змагання | Не закінчив змагання | Не закінчив змагання | Не закінчив змагання | Не закінчив змагання | Не закінчив змагання |

### Академічне веслування
Монако надали вайлдкард для участі в Олімпіаді.
Чоловіки
| Спортсмен     | Змагання | Втішні запливи | Втішні запливи | Втішні запливи | Втішні запливи | Чвертьфінали | Чвертьфінали | Півфінали | Півфінали | Фінал   | Фінал |
| Спортсмен     | Змагання | Час            | Місце          | Час            | Місце          | Час          | Місце        | Час       | Місце     | Час     | Місце |
| ------------- | -------- | -------------- | -------------- | -------------- | -------------- | ------------ | ------------ | --------- | --------- | ------- | ----- |
| Матіас Раймон | Одиночки | 6:58.60        | 3 QF           | BYE            | BYE            | 7:20.16      | 5 SC/D       | 7:38.17   | 3 FC      | 7:36.35 | 18    |

Скорочення: FA=Фінал A (medal); FB=Фінал B (non-medal); FC=Фінал C (non-medal); FD=Фінал D (non-medal); FE=Фінал E (non-medal); FF=Фінал F (non-medal); SA/B=Півфінали A/B; SC/D=Півфінали C/D; SE/F=Півфінали E/F; QF=Чвертьфінали; R=Втішні бої

### Вітрильний спорт
Монако представляла одна яхта.
Чоловіки
| Спортсмен     | Змагання | Перегони | Перегони | Перегони | Перегони | Перегони | Перегони | Перегони | Перегони | Перегони | Перегони | Перегони | Чистих очок | Фінальне місце |
| Спортсмен     | Змагання | 1        | 2        | 3        | 4        | 5        | 6        | 7        | 8        | 9        | 10       | M*       | Чистих очок | Фінальне місце |
| ------------- | -------- | -------- | -------- | -------- | -------- | -------- | -------- | -------- | -------- | -------- | -------- | -------- | ----------- | -------------- |
| Дам'єн Деспра | Лазер    | 44       | 45       | 45       | 39       | 40       | 43       | 42       | 32       | 41       | 25       | EL       | 351         | 45             |

M = Медальні перегони; EL = Скасовано — не закінчив змагання у медальних перегонах

### Плавання
Монако надали вайлдкард для участі в Олімпіаді.
Жінки
| Спортсмен         | Змагання       | Heat    | Heat  | Півфінали             | Півфінали             | Фінал                 | Фінал                 |
| Спортсмен         | Змагання       | Час     | Місце | Час                   | Місце                 | Час                   | Місце                 |
| ----------------- | -------------- | ------- | ----- | --------------------- | --------------------- | --------------------- | --------------------- |
| Анжелік Тренкв'єр | 100 м на спині | 1:10.79 | 45    | Не закінчила змагання | Не закінчила змагання | Не закінчила змагання | Не закінчила змагання |

### Тріатлон
Монако надали вайлдкард для участі в Олімпіаді.
| Спортсмен  | Змагання | Плвання (1.5 км) | Зміна 1 | Велосипед (40 км) | Зміна 2 | Біг (10 км) | Загальний час | Місце |
| ---------- | -------- | ---------------- | ------- | ----------------- | ------- | ----------- | ------------- | ----- |
| Ерве Банті | Чоловіки | 18:55            | 0:40    | 58:51             | 0:32    | 33:44       | 1:52:42       | 49    |